# سارة داروين
سارة داروين (بالإنجليزية: Sarah Darwin)‏ هي عالمة نبات بريطانية، ولدت في 14 أبريل 1964 في لندن في المملكة المتحدة.